# Монастероли дел Кастело
Монастероли дел Кастело (итал. Monasterolo del Castello) је насеље у Италији у округу Бергамо, региону Ломбардија.
Према процени из 2011. у насељу је живело 938 становника. Насеље се налази на надморској висини од 352 м.

## Становништво
Према резултатима пописа становништва 2011. у општини је живело 1.190 становника.
| 1936. | 1951. | 1961. | 1971. | 1981. | 1991. | 2001. | 2011. |
| ----- | ----- | ----- | ----- | ----- | ----- | ----- | ----- |
| 654   | 657   | 736   | 749   | 784   | 860   | 938   | 1.190 |